# Tell al-Achari
Ne doit pas être confondu avec Tell Ashara / Terqa

Carte de la Décapole permettant de situer Dion.

Le site de Tell al-Ashari semble être le meilleur candidat pour y situer la ville de Dion faisant partie de la Décapole. Des Fouilles très récentes effectuées sous la responsabilité de la Direction Générale des Antiquités et des Musées de Syrie à Deraa.

## Problème d'identification
La liste des dix villes généralement admises comme membres  de la Décapole est celle donnée par Pline l'Ancien :
« Près de la Judée, du côté de la Syrie, est la Décapole, ainsi nommée du nombre de se villes, sur lequel tous les auteurs ne sont pas d'accord. La plupart comptent Damas, fertilisée par les dérivations du fleuve Chrysorrhoas, qui s'y absorbe ; Philadelphie, Rhaphana, toutes villes qui s'avancent vers l'Arabie ; Scythopolis, ainsi appelée des Scythes qui y furent établis, et portant auparavant le nom de Nysa à cause de Bacchus, dont la nourrice y fut ensevelie ; Gadara, au pied de laquelle coule le Hieromix ; Hippo, déjà nommée : Dion; Pella, riche en eaux ; Gerasa, Canatha. Entre ces villes et autour d'elles sont des tétrarchies, dont chacune est comme un pays et forme un royaume : la Trachonitis, la Panéade, où est Césarée avec la source susnommée Abila, Arca, Ampeloessa, Gabe. »
Certains identifient Dion avec Bayt Ras, et Rhaphana avec Abila en contradiction  avec l'énumération de Pline l'Ancien qui fait de Rhaphana et d'Abila deux villes distinctes. Capitolias n'est pas citée par Pline, en revanche dans l'énumération faite par Ptolémée dans sa Géographie cite Capitolias mais Rhaphana n'apparaît pas.